# Halodiplosis savojskella
Halodiplosis savojskella är en tvåvingeart som först beskrevs av Marikovskij 1955.  Halodiplosis savojskella ingår i släktet Halodiplosis och familjen gallmyggor. Inga underarter finns listade i Catalogue of Life.